# Episodi di The Good Place (quarta stagione)
La quarta e ultima stagione della serie televisiva The Good Place, composta da 13 episodi, è stata trasmessa in prima visione negli Stati Uniti d'America sul canale NBC, dal 26 settembre 2019 al 30 gennaio 2020.
In Italia la stagione è stata trasmessa dall'8 febbraio al 21 marzo 2020 su Premium Stories. In chiaro va in onda dal 13 marzo 2021 su Italia 1 dopo l'una di notte alternando la messa in onda tra mercoledì, giovedì e sabato.
| nº | Titolo originale                | Titolo italiano                     | Prima TV USA      | Prima TV Italia  |
| -- | ------------------------------- | ----------------------------------- | ----------------- | ---------------- |
| 1  | A Girl from Arizona (Part 1)    | Una ragazza dell'Arizona - I Parte  | 26 settembre 2019 | 8 febbraio 2020  |
| 2  | A Girl from Arizona (Part 2)    | Una ragazza dell'Arizona - II Parte | 3 ottobre 2019    | 8 febbraio 2020  |
| 3  | Chillaxing                      | Rilassarsi                          | 10 ottobre 2019   | 15 febbraio 2020 |
| 4  | Tinker, Tailor, Demon, Spy      | Sarto, spia, demone                 | 17 ottobre 2019   | 15 febbraio 2020 |
| 5  | Employee of the Bearimy         | Impiegato del Bearimy               | 24 ottobre 2019   | 22 febbraio 2020 |
| 6  | A Chip Driver Mystery           | Un mistero                          | 31 ottobre 2019   | 22 febbraio 2020 |
| 7  | Help Is Other People            | Il codice morale                    | 7 novembre 2019   | 29 febbraio 2020 |
| 8  | The Funeral to End All Funerals | Il funerale dei funerali            | 14 novembre 2019  | 29 febbraio 2020 |
| 9  | The Answer                      | Il tempo ritrovato                  | 21 novembre 2019  | 7 marzo 2020     |
| 10 | You've Changed, Man             | A un passo dalla fine               | 9 gennaio 2020    | 7 marzo 2020     |
| 11 | Mondays, Am I Right?            | Cosmogonia 2.0.                     | 16 gennaio 2020   | 14 marzo 2020    |
| 12 | Patty                           | Patty                               | 23 gennaio 2020   | 14 marzo 2020    |
| 13 | Whenever You're Ready           | Ritorno all'oceano                  | 30 gennaio 2020   | 21 marzo 2020    |

## Una ragazza dell'Arizona - I Parte
- Titolo originale: A Girl from Arizona (Part 1)
- Diretto da: Drew Goddard
- Scritto da: Andrew Law e Kassia Miller

### Trama
Eleanor inizia a dare il benvenuto agli umani nella parte buona, mentre cerca di capire perché la parte cattiva ha scelto loro. Brent, un maschilista che tratta Janet come sua assistente personale; Linda, una vecchia signora, che sembra disinteressata a tutto; e Simone che crede che la parte buona sia solo una vivida allucinazione creata dal suo cervello morente. Linda si rivela poi essere il demone Chris e ritorna nella parte cattiva. Per punire il cattivo posto per aver manipolato l'esperimento, il Giudice rende Chidi il quarto e ultimo umano per il loro test.
- Ascolti USA: telespettatori 2.42 milioni[14]

## Una ragazza dell'Arizona - II Parte
- Titolo originale: A Girl from Arizona (Part 2)
- Diretto da: Drew Goddard
- Scritto da: Andrew Law e Kassia Miller

### Trama
Brent si convince di appartenere ad una "parte migliore"; questo fa dubitare Eleanor, e i suoi amici mettono in dubbio la sua leadership. Eleanor crede di essere un'umana mediocre, incapace di salvare l'umanità, e decide di lasciare il suo ruolo da leader. Michael, quindi, parla con lei; le ricorda che Eleanor è stata più furba di lui 800 volte, e le dice che solo un umano può capire altri umani. Quindi Eleanor ritorna e crea un nuovo piano: inganneranno Brent facendogli fare buone azioni, così da entrare nella "parte migliore", e dice a Chidi che Simone è la sua anima gemella, così può aiutarla ad accettare il fatto che si trova nell'aldilà.
- Ascolti USA: telespettatori 2.11 milioni[15]

## Rilassarsi
- Titolo originale: Chillaxing
- Diretto da: Anya Adams
- Scritto da: Aisha Muharrar

### Trama
Chidi è troppo rilassato per concentrare la sua energia nell'aiutare gli altri umani, quindi Eleanor e Michael decidono di torturarlo: Jason confesserà a Chidi che non è realmente Jianyu Li e che non appartiene alla parte buona, e gli chiede di mentire agli altri residenti per mantenere la sua copertura. Chidi accetta, ma il dilemma morale gli provoca stress e dolore. Eleanor diventa ossessionata nel torturare Chidi, e lo terrorizza fino al punto in cui lui crede che l'universo lo stia punendo. Quando Chidi confessa questo timore a Eleanor, lei scoppia a piangere, capendo di aver spinto troppo oltre la tortura. Chidi allevia la sua angoscia decidendo di aiutare Jason con l'etica. Janet, intanto, aiuta Tahani a ricreare esperienze VIP d'elite per John, ma Tahani non riesce a convincerlo a studiare etica. Tahani finalmente trova terreno comune con John quando realizza che si sono sentiti entrambi soli e isolati e lui si scusa per i suoi post offensivi.
- Ascolti USA: telespettatori 1.92 milioni[16]

## Sarto, spia, demone
- Titolo originale: Tinker, Tailor, Demon, Spy
- Diretto da: Morgan Sackett
- Scritto da: Cord Jefferson

### Trama
Glenn, un demone della parte cattiva, arriva nel distretto, dichiarando che Michael è in realtà la demone Vicky. La macchina della verità demoniaca di Janet fa accidentalmente esplodere Glenn in melma blu. Michael è riluttante nel mostrare ai suoi amici la sua vera forma, un mostruoso calamaro sputafuoco; senza altri modi per dimostrare la sua identità, Michael si prepara a farsi esplodere per proteggere l'esperimento. Proprio prima di farlo, Jason realizza che Janet è un impostore; questa Janet in realtà non è una Janet Buona, ma una Janet Cattiva che ha scambiato il suo posto con Janet mentre Chris veniva restituito alla parte cattiva. Michael e Jason, quindi, partono per la parte cattiva per riprendere Janet, lasciando Eleanor e Tahani a gestire l'esperimento.
- Ascolti USA: telespettatori 2.02 milioni[17]

## Impiegato del Bearimy
- Titolo originale: Employee of the Bearimy
- Diretto da: Beth McCarthy-Miller
- Scritto da: Joe Mande

### Trama
Senza Janet, Derek non riesce a gestire il distretto e viene sopraffatto velocemente. Gli umani simulati iniziano a comportarsi in modo strano, quindi Eleanor manda Tahani ad intrattenere i veri umani in un'isolata casa sul lago. Chidi preferisce rimanere a casa a leggere, ma Eleanor lo convince a provare nuove esperienze, incluso unirsi agli altri al lago. Nella parte cattiva, Michael finge di essere Vicky e interrompe la presentazione di Shawn in una convention. Dopo che Michael e Jason recuperano la vera Janet, ritornano tutti e tre al distretto sperimentale.
- Ascolti USA: telespettatori 1.92 milioni[18]

## Un mistero
- Titolo originale: A Chip Driver Mystery
- Diretto da: Steve Day
- Scritto da: Lizzy Pace

### Trama
Sei mesi dopo, Michael racconta i recenti avvenimenti alla Janet cattiva, tenuta prigioniera da quando è stata scoperta. L'esperimento, infatti, risulta promettente quando gli umani si godono una gita in montagna. Tuttavia, la loro relazione viene mandata in subbuglio quando Brent decide di scrivere un romanzo amatoriale con personaggi basati su caricature insultanti di Tahani e Chidi. Michael dice a Brent che gli errori sono opportunità per migliorare, ma Brent rifiuta di scusarsi e lui e Chidi arrivano alle mani. Nel frattempo, John scopre l'identità di Jason e fa fatica a mantenere il segreto. Michael dice alla Janet cattiva che Eleanor ha in mente altri piani per portare gli umani in sane interazioni, e spiega che il desiderio di migliorare è ciò che lui considera una prova del valore dell'umanità. Alla fine, Michael lascia andare la Janet cattiva e le dà una copia del manifesto suo e di Janet riguardo agli umani.
- Ascolti USA: telespettatori 2.21 milioni[19]

## Il codice morale
- Titolo originale: Help Is Other People
- Diretto da: Beth McCarthy-Miller
- Scritto da: Dave King

### Trama
Nell'ultimo giorno dell'esperimento durato un anno, Simone si avvicina a dedurre la vera natura del distretto come un ambiente sperimentale in cui lei e i suoi amici vengono studiati. Tutti rivelano i propri segreti: l'identità di Jason, l'obiettivo di Brent nel raggiungere la "parte migliore", e Chidi che gli è stato detto che Simone è la sua anima gemella. Simone e Chidi trovano un quadro di valutazione che identifica loro, Brent e John come soggetti di prova. In un ultimo disperato sforzo per guadagnare punti umani, Michael lascia cadere Brent in una voragine, sperando che gli altri tre umani si uniscano e lo salvino nonostante i suoi difetti. Tuttavia, solo Chidi tenta di salvarlo; John e Simone decidono che Brent non merita di essere salvato e fuggono dal distretto. Chidi dichiara che crede che siano nella parte cattiva; in un azzardo finale per scioccare Brent nel rivalutare se stesso, Eleanor e Michael "ammettono" che è vero e li informano che ora saranno trasferiti nella "vera" parte cattiva. Brent non riesce ancora ad accettare di non essere una brava persona, ma proprio quando l'esperimento finisce, comincia a scusarsi con Chidi.
- Ascolti USA: telespettatori 1.98 milioni[20]

## Il funerale dei funerali
- Titolo originale: The Funeral to End All Funerals
- Diretto da: Kristen Bell
- Scritto da: Josh Siegal e Dylan Morgan

### Trama
Adesso che l'esperimento è finito, i soggetti sono tenuti in stasi in attesa della sentenza del Giudice. Nel mentre, Eleanor, Tahani, Jason e Janet fanno dei "funerali" per sé stessi e per un incosciente Chidi, condividendo quello che hanno imparato l'uno dall'altro. Michael e Shawn presentano le conclusioni al Giudice. Mentre Simone, Chidi e John hanno tutti ottenuto punti nel corso dell'esperimento, il punteggio di Brent è sceso nel corso dell'anno. Tuttavia, grazie alle sue scuse a Chidi, il suo punteggio si è incrementato negli ultimi momenti. Michael sostiene che questo, combinato con il fatto che i cari degli umani sono anche loro migliorati, illustra il potenziale auto-miglioramento degli umani. Il Giudice stabilisce che il sistema dei punti è difettoso, ma la sua soluzione è quella di cancellare tutti gli esseri umani, vivi e morti, dall'esistenza e ricominciare da zero. Ma prima che il Giudice possa premere il pulsante della cancellazione, Janet lo nasconde. La Janet cattiva rivela che lei e le altre Janet sono d'accordo con il manifesto di Michael e un esercito di Janet arriva nella camera del Giudice; il Giudice adesso deve cercare in tutte le Janet il pulsante per cancellare la Terra. Eleanor chiede a Michael di restituire tutti i ricordi a Chidi, così che possa proporre un miglior sistema dell'aldilà.
- Ascolti USA: telespettatori 2.06 milioni[21]

## Il tempo ritrovato
- Titolo originale: The Answer
- Diretto da: Valeria Migliassi Collins
- Scritto da: Dan Schofield

### Trama
Michael "resetta" Chidi schioccando le dita, facendogli rivivere tutti i suoi ricordi: durante la sua infanzia, i suoi genitori si riconciliano dopo che lui tiene una lettura contro il divorzio; si convince che ogni domanda ha una singola corretta risposta. In età adulta, la sua ragazza Alessandra lo lascia per questa ossessione, e il consulente di tesi lo abbandona per la sua mancanza di prospettiva emotiva e incapacità di affrontare una sola domanda significativa. Nell'aldilà, lui chiede ai suoi amici quali siano le loro motivazioni: Jason agisce su ciò che ritiene importante, la fiducia di Tahani arriva solo dopo aver imparato attraverso il fallimento, ed Eleanor respinge le regole se pensa che siano sbagliate. Poco prima di cancellare la memoria di Chidi, Michael ammette di aver usato il concetto di "anima gemella" per torturare Chidi, ma le vere anime gemelle sono persone che scelgono di lavorare per mantenere una relazione. Chidi, poi, scrive qualcosa su un pezzo di carta e lo dà a Janet per tenerlo al sicuro. Quando si sveglia e viene a conoscenza della situazione, è in pace con l'idea che una domanda possa avere molte risposte o nessuna.
- Ascolti USA: telespettatori 2.05 milioni[22]

## A un passo dalla fine
- Titolo originale: You've Changed, Man
- Diretto da: Rebecca Asher
- Scritto da: Matt Murray

### Trama
Mentre il Giudice cerca nelle Janet, Chidi cerca di escogitare una proposta alternativa per l'aldilà. Michael propone di ammettere la maggior parte degli umani morti in una parte media, mentre solo casi estremi andranno nella parte buona o cattiva. Shawn rifiuta questa proposta, anche dopo che Michael e gli umani si sono offerti di farsi torturare da Shawn in cambio. Insieme, presentano una nuova visione per replicare i risultati delle proprie esperienze di vita dopo la morte: ogni umano morto sarà sottoposto a prove personalizzate di sviluppo morale, e sarà riavviato tutte le volte di cui ha bisogno fino a superare la prova (possibilmente non possono mai superarla); in ogni tentativo di successo, manterranno una parte di ciò che hanno imparato sotto forma di "piccola voce nella testa". Shawn rifiuta comunque. Ma quando Michael dice che si arrenderà e che andranno in strade diverse finché l'umanità non si evolve di nuovo, Shawn ammette che torturare umani è diventato banale mentre la loro battaglia è stata divertente. Shawn quindi accetta l'offerta per poter continuare a torturare Michael; il consenso di Shawn convince il Giudice ad abbandonare il piano per cancellare la Terra.
- Ascolti USA: telespettatori 2.08 milioni[23]

## Cosmogonia 2.0.
- Titolo originale: Mondays, Am I Right?
- Diretto da: Rebecca Asher
- Scritto da: Jen Statsky

### Trama
Michael introduce il nuovo sistema ai demoni, la maggior parte dei quali hanno difficoltà ad adattarsi. Vicky, tuttavia, mostra abilità nel progettare nuovi ambienti nell'aldilà e nell'insegnare agli altri demoni. L'orgoglio e il senso dello scopo di Michael sono minacciati dall'abilità di Vicky, e lui tenta di escluderla dal progetto, finché Janet e Tahani non lo convincono che il suo ego è meno importante del miglioramento dell'aldilà. Michael, quindi, permette a Vicky di inscenare un colpo di stato contro di lui per assumere la direzione del progetto. Nel frattempo, Eleanor è preoccupata che Chidi smetterà di amarla una volta che avrà scoperto i dettagli della sua dissoluta vita sulla Terra. Chidi placa le sue paure leggendo il suo fascicolo, ma si preoccupa che lui ed Eleanor siano troppo diversi e che lei finirà per annoiarsi di lui. Jason inganna Chidi facendogli capire che, dal momento che Janet e Jason sono anche loro molto diversi l'uno dall'altro e Chidi ha fiducia nella loro relazione, può allora anche avere fiducia nella sua relazione con Eleanor. Una volta che il nuovo sistema dell'aldilà è operativo, Michael ha buone notizie: per il loro lavoro nel salvare l'umanità dall'annientamento, i quattro umani possono finalmente essere ammessi nella vera parte buona.
- Ascolti USA: telespettatori 1.93 milioni[24]

## Patty
- Titolo originale: Patty
- Diretto da: Morgan Sackett
- Scritto da: Megan Amram

### Trama
La squadra arriva nella parte buona e partecipa ad una festa di benvenuto fatta secondo i loro gusti. Il comitato della parte buona, nel frattempo, inganna Michael nell'assumere il controllo dell'intera parte buona. Chidi incontra un'antica filosofa greca, Ipazia, che rivela che tutti nella parte buona sono diventati "zombie felici"; un'eternità di perfezione porta alla noia. Senza la fine della loro esistenza, le persone non hanno motivo di apprezzare le cose buone che la parte buona ha da offrire; per quanto ci abbia provato, il comitato della parte buona non è stato capace di risolvere questo dilemma, e ha passato la responsabilità a Michael. Eleanor propone una soluzione per la noia che affligge i residenti della parte buona: Michael crea una porta che permetterà alle persone di uscire dalla parte buona e pacificamente porre fine alla loro esistenza. Sapendo che c'è una fine all'eternità i residenti della parte buona ricominciano ad apprezzare di essere lì. La squadra poi si divide e ognuno va nella propria casa. Eleanor e Chidi si coccolano mentre guardano il tramonto; Chidi osserva che la parte buona non è affatto un posto; piuttosto, è "avere abbastanza tempo con le persone che ami".
- Guest star: Lisa Kudrow

- Ascolti USA: telespettatori 2.12 milioni[25]

## Ritorno all'oceano
- Titolo originale: Whenever You're Ready
- Diretto e scritto da: Michael Schur

### Trama
Con il passare del tempo, la squadra inizia a decidere di uscire dalla parte buona e terminare la loro esistenza. Jason è il primo: organizza una festa d'addio e fa una collana per Janet, anche se la perde mentre lei lo accompagna alla porta d'uscita. Dopo essersi riconciliata con i genitori, Tahani decide di non porre fine alla sua esistenza e di diventare un architetto dell'aldilà. Quando Chidi decide di andarsene, Eleanor, temendo l'abbandono, cerca di convincerlo a restare. Lui accetta, ma è infelice; Eleanor capisce quindi che deve lasciargli prendere la sua decisione. Dopo che Janet porta Chidi all'uscita, si ripresenta Jason che ha trovato la collana e ha trascorso giorni a contemplare l'universo in attesa del ritorno di Janet. Quindi, le consegna la collana e segue Chidi attraverso la porta. Michael non può usare la porta perché non è umano; Eleanor, quindi, persuade il Giudice a permettergli di far diventare Michael umano e vivere una vita sulla Terra. Finalmente contenta, Eleanor decide di uscire. Oltrepassata la porta, la sua anima si riduce in molti sfavilli di luce, uno dei quali scende e si posa su un uomo sulla Terra. Quest'ultimo decide di riconsegnare una lettera mal spedita al legittimo proprietario, Michael, compiendo quindi una buona azione.
- Ascolti USA: telespettatori 2.32 milioni[26]